# Лижне двоборство на зимових Олімпійських іграх 2022 — командний великий трамплін/4×5 км
Змагання з лижного двоборства, які складалися зі стрибків з командного великого трампліну і естафети 4×5 км на зимових Олімпійських іграх 2022 у Пекіні (Китайська Народна Республіка) відбулися 17 лютого у Центрі біатлону та лижного двоборства Куяншу.

## Результати

### Стрибки на лижах
Змагання зі стрибків на лижах відбулися о 16:00 за місцевим часом (UTC+8).
| Місце | Номер                  | Країна                                                                           | Дистанція (m)           | Очки                          | Гандикап |
| ----- | ---------------------- | -------------------------------------------------------------------------------- | ----------------------- | ----------------------------- | -------- |
| 1     | 8 8–1 8–2 8–3 8–4      | Австрія · Мартін Фріц · Йоганнес Лампартер · Лукас Грайдерер · Франц-Йозеф Рерль | 121.0 140.0 130.0 141.0 | 475.4 101.2 125.5 121.2 127.5 | 0:00     |
| 2     | 9 9–1 9–2 9–3 9–4      | Норвегія · Єрген Гробак · Єнс Лурос Офтебру · Еспен Б'єрнстад · Еспен Андерсен   | 125.5 131.0 133.5 133.5 | 469.4 112.7 114.6 122.4 119.7 | +0:08    |
| 3     | 10 10–1 10–2 10–3 10–4 | Німеччина · Мануель Файст · Ерік Френцель · Фінценц Гайгер · Юліан Шмід          | 128.5 132.0 133.0 131.5 | 467.0 117.1 108.8 115.6 125.5 | +0:11    |
| 4     | 7 7–1 7–2 7–3 7–4      | Японія · Ватабе Акіто · Йосіто Ватабе · Хідеакі Наґаї · Рьота Ямамото            | 125.0 133.5 128.5 135.0 | 466.6 109.1 124.5 111.6 121.4 | +0:12    |
| 5     | 4 4–1 4–2 4–3 4–4      | Франція · Маттео Бод · Гаель Блондо · Антуан Жерар · Лоран Мюленталер            | 130.0 111.0 125.5 127.0 | 410.0 114.9 81.4 103.2 110.5  | +1:27    |
| 6     | 2 2–1 2–2 2–3 2–4      | Чехія · Ондржей Пажут · Ян Витрвал · Лукаш Данек · Томаш Портик                  | 127.5 120.5 122.0 123.5 | 403.7 105.7 101.2 97.1 99.7   | +1:36    |
| 7     | 5 5–1 5–2 5–3 5–4      | США · Джаспер Гуд · Тейлор Флетчер · Джаред Шумейт · Бен Луміс                   | 114.5 113.0 128.0 129.0 | 387.1 80.9 85.0 108.1 113.1   | +1:58    |
| 8     | 6 6–1 6–2 6–3 6–4      | Фінляндія · Ілкка Герола · Артту Макіахо · Пертту Репонен · Ееро Хірвонен        | 118.0 116.5 123.0 123.5 | 385.1 94.7 87.6 98.7 104.1    | +2:00    |
| 9     | 3 3–1 3–2 3–3 3–4      | Італія · Самуель Коста · Алессандро Піттін · Якопо Бортолас · Раффаеле Буцці     | 110.5 104.5 116.0 124.0 | 320.1 72.2 64.3 86.4 97.2     | +3:27    |
| 10    | 1 1–1 1–2 1–3 1–4      | Китай · Чжао Цзихе · Чжао Цзявень · Гуо Юйхао · Фань Хайбінь                     | 98.0 93.5 81.5 106.5    | 184.7 54.6 47.8 16.0 66.3     | +6:28    |

### Лижні перегони
Лижні перегони розпочалися о 19:00 за місцевим часом (UTC+8).
| Місце | Номер                  | Країна                                                                           | Стартовий час | Час у лижних перегонах                  | Місце | Фінішний час | Відставання |
| ----- | ---------------------- | -------------------------------------------------------------------------------- | ------------- | --------------------------------------- | ----- | ------------ | ----------- |
| 1     | 2 2–1 2–2 2–3 2–4      | Норвегія · Еспен Б'єрнстад · Еспен Андерсен · Єнс Лурос Офтебру · Єрген Гробак   | 0:08          | 50:37.1 12:52.3 12:34.2 12:19.5 12:51.1 | 1     | 50:45.1      |             |
| 2     | 3 3–1 3–2 3–3 3–4      | Німеччина · Мануель Файст · Юліан Шмід · Ерік Френцель · Фінценц Гайгер          | 0:11          | 51:29.0 12:44.7 12:41.7 12:53.5 13:09.1 | 5     | 51:40:0      | +54.9       |
| 3     | 4 4–1 4–2 4–3 4–4      | Японія · Йосіто Ватабе · Хідеакі Наґаї · Ватабе Акіто · Рьота Ямамото            | 0:12          | 51:28.3 12:44.0 12:41.8 12:26.6 13:35.9 | 4     | 51:40.3      | +55.2       |
| 4     | 1 1–1 1–2 1–3 1–4      | Австрія · Франц-Йозеф Рерль · Йоганнес Лампартер · Лукас Грайдерер · Мартін Фріц | 0:00          | 51:44.7 12:56.6 12:36.6 12:31.6 13:39.9 | 8     | 51:44.7      | +59.6       |
| 5     | 5 5–1 5–2 5–3 5–4      | Франція · Гаель Блондо · Маттео Бод · Антуан Жерар · Лоран Мюленталер            | 1:27          | 51:33.1 12:46.5 12:53.2 12:40.3 13:13.1 | 6     | 53:00.1      | +2:15.0     |
| 6     | 7 7–1 7–2 7–3 7–4      | США · Тейлор Флетчер · Бен Луміс · Джаспер Гуд · Джаред Шумейт                   | 1:58          | 51:09.1 12:16.3 12:52.3 13:07.4 12:53.1 | 2     | 53:07.1      | +2:22.0     |
| 7     | 6 6–1 6–2 6–3 6–4      | Чехія · Томаш Портик · Ян Витрвал · Ондржей Пажут · Лукаш Данек                  | 1:36          | 51:34.6 12:59.9 12:39.1 13:04.2 12:51.4 | 7     | 53:10.6      | +2:25.5     |
| 8     | 8 8–1 8–2 8–3 8–4      | Фінляндія · Ілкка Герола · Артту Макіахо · Ееро Хірвонен · Пертту Репонен        | 2:00          | 51:24.1 12:35.5 12:51.3 12:41.2 13:16.1 | 3     | 53:24.1      | +2:39.0     |
| 9     | 9 9–1 9–2 9–3 9–4      | Італія · Якопо Бортолас · Самуель Коста · Раффаеле Буцці · Алессандро Піттін     | 3:27          | 53:40.0 14:00.6 13:07.4 13:13.1 13:18.9 | 9     | 57:07.0      | +6:21.9     |
| 10    | 10 10–1 10–2 10–3 10–4 | Китай · Чжао Цзявень · Гуо Юйхао · Чжао Цзихе · Фань Хайбінь                     | 6:28          | 58:07.1 13:53.2 13:42.7 14:23.0 16:08.2 | 10    | 1:04:35.1    | +13:50.0    |